# Charles Fabry

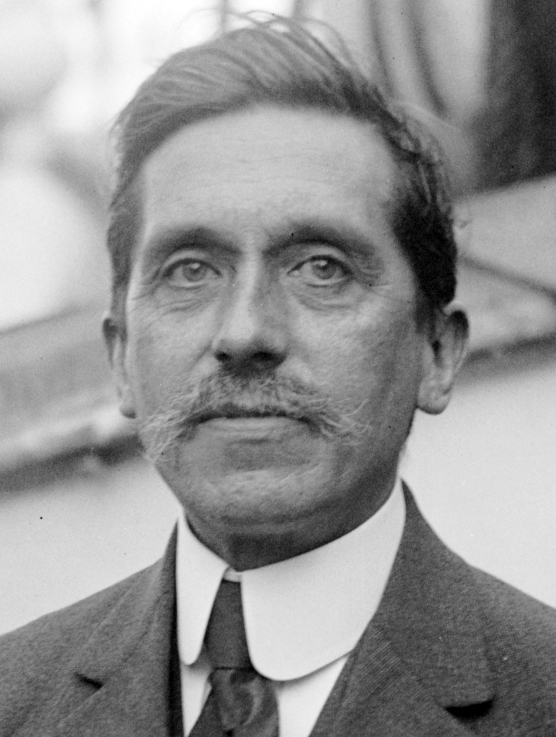
Charles Fabry

Maurice Paul Auguste Charles Fabry (ur. 11 czerwca 1867 w Marsylii, zm. 11 grudnia 1945 Paryżu) – francuski fizyk, profesor uniwersytetów w Marsylii i Paryżu. Zajmował się optyką – w tym spektroskopią – oraz akustyką i astrofizyką. Wspólnie z Alfredem Pérotem zaprojektował interferometr Fabry’ego-Perota. Wykazał też, że nadfiolet jest pochłaniany w atmosferze przez ozon.

## Nagrody
- 1918: Medal Rumforda,
- 1929: Prix Jules-Janssen.